# Xã West Hibbard, Quận Kearny, Kansas
Xã West Hibbard (tiếng Anh: West Hibbard Township) là một xã thuộc quận Kearny, tiểu bang Kansas, Hoa Kỳ. Năm 2010, dân số của xã này là 73 người.